# دزگامزگت
مسجد آدینه جورده ولایت تنهیجان و گرجیان، مسجد دزگا مزگتی (به کسر دال و فتح میم و سکون زاء و فتح گاف دوم) نام داشت.* و این نامی زردشتی است و مشابه چنین واژه‌ای در حوالی این منطقه وجود دارد. البته واژه دز به معنای دژ آمده است و در مناطق چندی در شمال اماکنی با عنوان دز کول (رامسر) ، دز بن (لاهیجان) ، بالادزا (ساري) و دزفول وجود دارد. از آن جایی که این قلعه و دژهای نظامی گاه از سوی دزدان نیز مورد بهره بردای قرار می گرفت به معنای مکان دزدان و رهزنان نیز به کار می رفت.
در سیاه چال کش واقع در ضلع غربی وژگ موضعی است به نام دزگا مزگا دشت که هنوز بر سر زبانها بوده و بدان مشهور است.
عمل گلکاری مسجد توسط دوشیزگان همراه با جشن و کشتی و دیگر آیین ظاهراً مربوط به دوره پیش از اسلام است، زیرا در تعمیر و مرمت مساجد اسلامی چنین روشی نیست.*